# Дамір Поланчец
Дамір Поланчец (хорв. Damir Polančec, нар. 25 червня 1967 р., Копривниця, СР Хорватія, СФРЮ) — хорватський політичний діяч, заступник Голови уряду Хорватії та міністр економіки, праці та підприємництва Хорватії в уряді Іво Санадера і згодом Ядранки Косор в 2003-2009 роках.
30 жовтня 2009 р. подав у відставку, мотивуючи її потребою уникнути шкоди для репутації уряду та його партії (Хорватський демократичний союз, ХДС) у зв'язку із звинуваченнями в його причетності до службових зловживань у компанії «Podravka», виробнику знаменитої «Вегети».
30 березня 2010 р. Поланчеца затримала поліція, після чого його допитали співробітники Управління боротьби з корупцією і організованою злочинністю з приводу його участі в певних фінансових операціях між компанією «Podravka», MOL та OTP Bank. На прохання цього управління Окружний суд у Загребі розпорядився подовжити строк утримання Поланчеца під вартою та заблокувати його статки.
15 жовтня 2010 р. Поланчеца було засуджено до 15 місяців тюремного ув'язнення за окремий випадок зловживання владою, коли він затвердив вигаданий рахунок одному вуковарському адвокатові в обмін на те, що його клієнти відкличуть свої позови проти уряду. Інші випадки корупції ще розглядаються.